# Godavari
Il Godavari è un grande fiume indiano, la sorgente è situata nel distretto di Maharashtra, vicino a Trimbak. Scorre attraverso anche lo Stato di Andhra Pradesh e sfocia nella baia del Bengala. È sacro agli induisti e ha parecchi centri di pellegrinaggio nei pressi delle sue rive.

## Paesi e città principale lungo il fiume
Nel Maharashtra:
- Trimbakeshwar
- Nashik
- Kopargaon
- Paithan
- Nanded

Nell'Andhra Pradesh:
- Basara, Adilabad
- Dharmapuri, Karimnagar
- Kaleshwaram, Karimnagar
- Godavarikhani, Karimnagar
- Bhadrachalam, Khammam
- Rajamundry, Godavari est
- Kovvur, Godavari ovest
- Tallapudi
- Narsapur